# 芒特錫安 (伊利諾伊州)
芒特錫安（英語：Mount Zion）是位於美國伊利諾伊州梅肯縣的一個村落。

## 地理
芒特錫安的座標為39°46′41″N 88°52′43″W / 39.77806°N 88.87861°W，而該地最高點為海拔高度210米（即689英尺）。

## 人口
根據2010年美國人口普查的數據，芒特錫安的面積為10.94平方千米，當中陸地面積為10.93平方千米，而水域面積為0.01平方千米。當地共有人口5833人，而人口密度為每平方千米533人。